# 李治 (少将)
李治（1899年—1989年） ，原名李守镜，江西省永新县龙源口镇泮中乡泮中村人。中国人民解放军开国少将。

## 生平
生于小木材商家庭。永新县立禾川中学毕业后考入上海南洋医科大学。1927年毕业后在南昌开私人诊所。1930年在张辉瓒第18师6团任上尉军医。1930年底张辉瓒部在第一次反围剿战役被红军歼灭，李治被俘后参加中国工农红军。1931年入党。任第4医院内科军医、第4医院医务主任、红军总医院护士学校校长兼教员、第1医院医院院长、红军总医院直属重伤所所长，中央红军卫生学校教育长。荣获中央军委授予的模范医务工作者称号。与傅连暲、戴济民、陈义厚被称为中央苏区医界“四大金刚”。红军时候，最厉害的有四种病，就是疥疮、疟疾、下腿溃疡和拉痢疾。长征中任干部休养所医务主任，救治被飞机炸伤的贺子珍，过草地时罹患阿米巴原虫引起的阿米巴痢疾急性肝脓肿的周恩来。
抗战期间，任中央军委卫生部卫生学校校长兼教育长，中央军委卫生部保健科科长，陕甘宁边区政府卫生处处长、卫生署署长。第二次国共内战期间，任西北野战军卫生部副部长。
1949年后，任南京军事学院卫生部部长，高等军事学院院务部副部长。1955年被授予少将军衔。1986年从国防大学政治学院离休。